# يوهانس شتاينهوف
يوهانس شتاينهوف (بالألمانية: Johannes Steinhoff) كان من أحد الطيارين الأبطال في لوفتفافه خلال الحرب العالمية الثانية، ومن بعدها مسؤول في الناتو. كان من القلة الذين نجوا خلال فترة الحرب بأكملها خلال 1939-1945م. وكان أيضاً من أكثر الطيارين إحرازاً للنقاط بمجموع 176 انتصار، ومن أوائل من حلقوا بمقاتلة مسرشميت مي 262 كصفته عضواً في سرب ياغدفيرباند 44 الذي يقوده أدولف غالاند. تم تكريمه بوسام الفارس الصليبي الحديدي، ولاحقاً بوسام استحقاق جمهورية ألمانيا الاتحادية، وعدة جوائز أجنبية أخرى من بينها وسام الاستحقاق الأمريكي ووسام الاستحقاق الفرنسي.

## روابط خارجية
- جوهانس ستاينهوف على موقع مونزينجر (الألمانية)